# Listă de personalități din orașul Brașov
Aceasta este o listă alfabetică a personalităților născute în municipiul Brașov:

## A

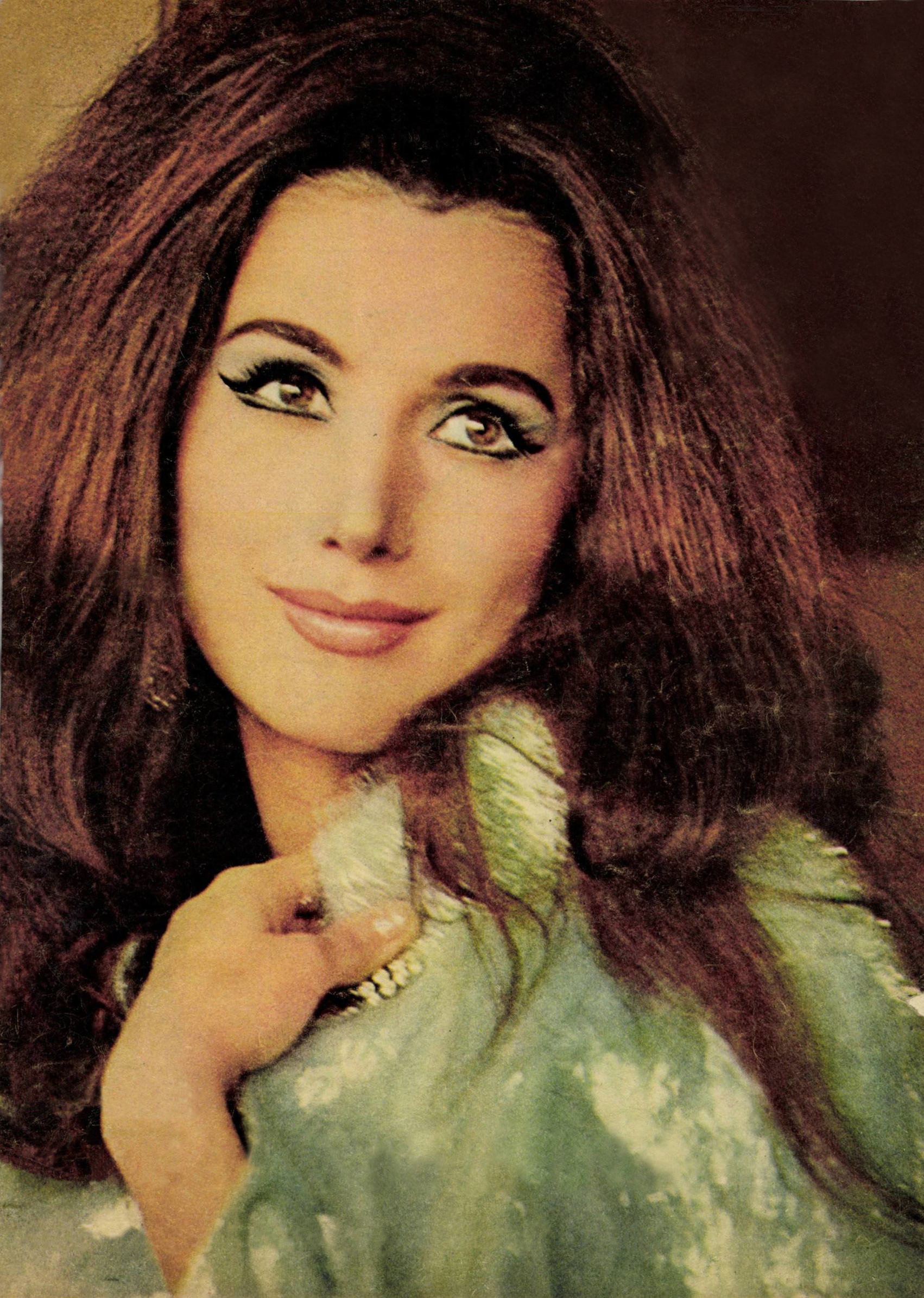
Violeta Andrei

- Andreea Adespii (n. 1990), handbalistă;
- Ottó Ámon (1879-1921), scriitor, esperantist;
- Horia Andreescu (n. 1946), dirijor;
- Violeta Andrei (n. 1941), actriță de teatru și film;
- Zaharia Antinescu (1826-1902), profesor, scriitor, publicist și autor de manuale școlare;
- Lajos Áprily (1887-1967), scriitor.

## B

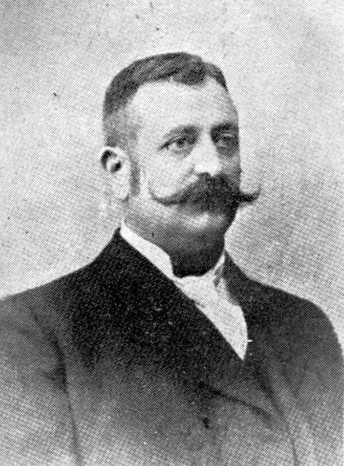
Andrei Bârseanu

- Ștefan Baciu (1918-1993), scriitor, critic de artă;
- Gheorghe Baiulescu (1855-1935), medic, primar;
- Maria Baiulescu (1860-1941), scriitoare, și activistă pentru drepturile femeilor;
- Valentin Bakfark (1507-1576), muzician;
- Iosif Barac (1813-1884), pedagog, filantrop și protopop al Brașovului;
- Iurie Barjanschi (1922-1986), scriitor sovietic moldovean;
- Peter Bartesch (1942-1914), arhitect;
- Andrei Bârseanu (1858-1922), folclorist, poet;
- Ana Maria Berbece (n. 1999), handbalistă;
- Marcian Bleahu (1924-2019), geolog, geograf, alpinist, scriitor și politician român, membru de onoare al Academiei Române;
- Valeriu Bologa (1892-1971), medic, istoric, fondator al școlii de istoria medicinii din Cluj;
- Günther Bosch (n. 1937), antrenor de tenis;
- Brassaï (1899-1984), artist fotograf, pictor;
- Mihai Brediceanu (1920-2005), compozitor, muzicolog;
- Horia Brenciu (n. 1972), cântăreț, entertainer și prezentator de televiziune.
- Rodica Bretin (n. 1958), scriitoare;
- Traian Burduloiu (1894-1974), aviator militar;

## C
- Ștefan Câlția (n. 1942), pictor;

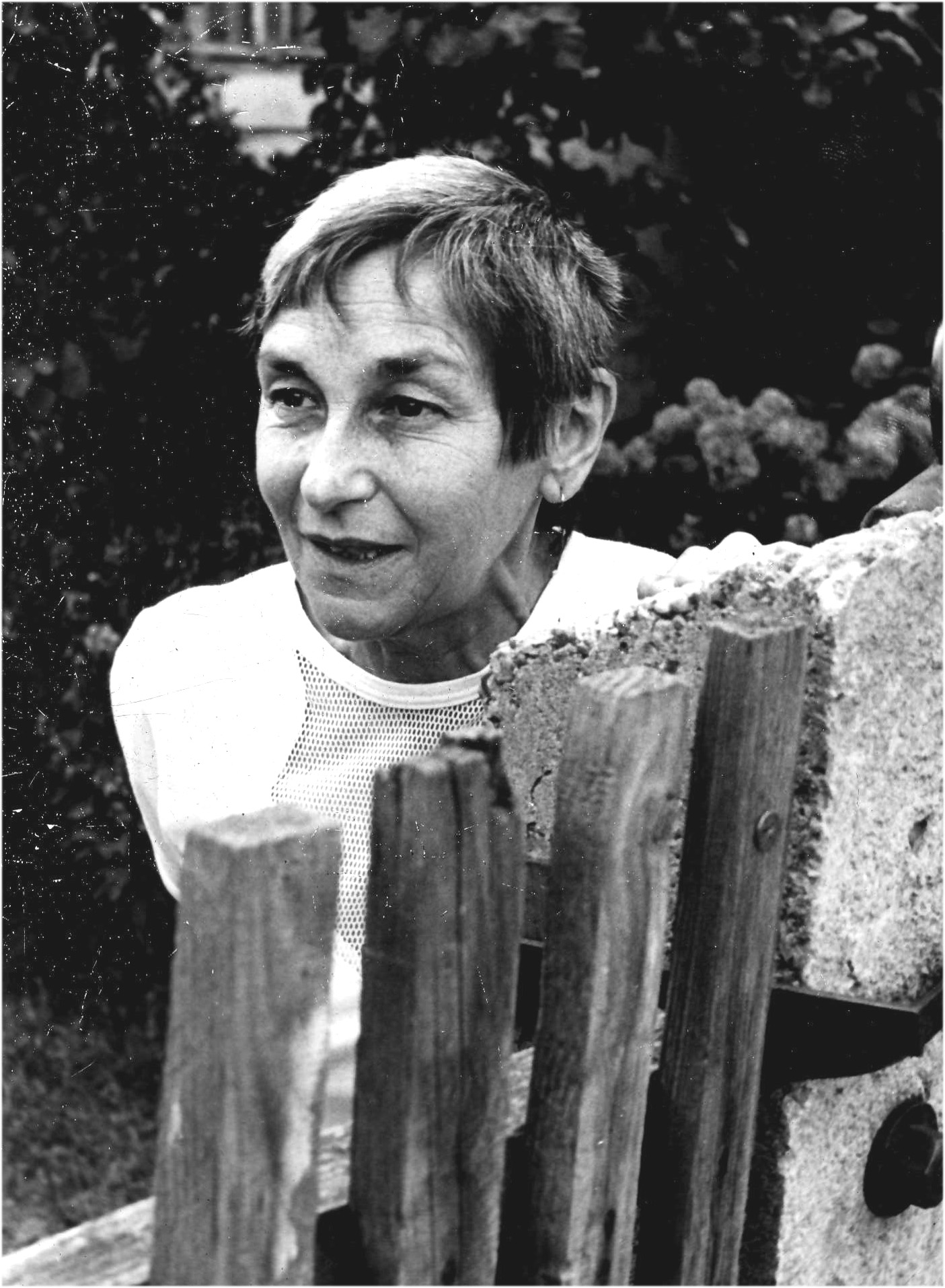
Doina Cornea

- Teofil Octavian Cepraga (1946-2022), jurnalist;
- Tudor Ciortea, (1903-1982), compozitor;
- Friedrich Cloos (1909-2004), membru al NSDAP, agent al Securității;
- Cornel Coman[1] (n. 1981), fotbalist;
- Marius Constantin (n. 1984), fotbalist;
- Doina Cornea (1929-2018), publicistă și disidentă anticomunistă;
- Mircea Cristescu (1928-1995), dirijor.

## D

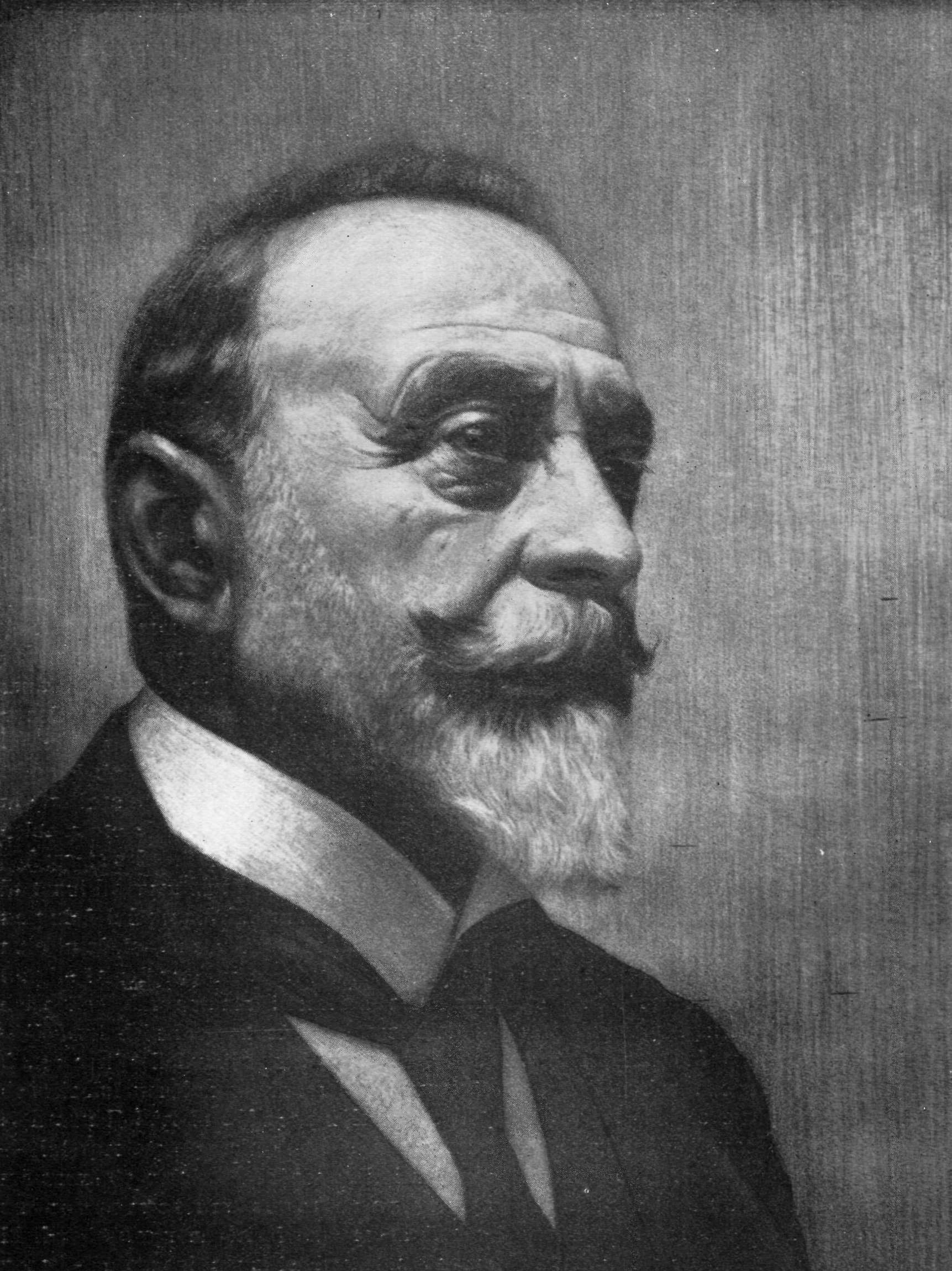
Gheorghe Dima

- Mihaela Dascălu (n. 1970), patinatoare de viteză;
- Mioara David (n. 1970), scrimeră;
- Remus Dănălache (n. 1984), fotbalist;
- Dorin Dănilă (n. 1953), amiral;
- Cătălin Dedu (n. 1987), fotbalist;
- Denisa Dedu (n. 1994), handbalistă;
- Dorin Degan (n. 1959), bober;
- Margarete Depner (1885-1970), sculptoriță, și pictoriță;
- Gheorghe Dima (1847-1925), compozitor, dirijor și pedagog român, membru de onoare al Academiei Române;
- Caius Dobrescu (n. 1966), scriitor;
- Géza Domokos (1928-2007), scriitor și om politic;
- Marius Dragomir (n. 1969), compozitor, interpret, textier;
- Marius-Alexandru Dunca (n. 1980), senator.

## E
- Hans Eder (1883-1955), pictor.

## F

Christian Flechtenmacher

- Wilhelm Fabini (n. 1936), sculptor;
- Hermann Fabini (n. 1938), arhitect, senator PNL;
- Fred Fakler (1877-1943), scriitor;
- Cătălin Fercu (n. 1986), jucător de rugby;
- Johann Filstich (1684-1743), istoric, rector al Liceului Honterus;
- Christian Flechtenmacher (1785-1843), jurist;
- Alexandru Emanoil Florescu (1822-1907), om politic;
- Matthias Fronius (1522-1588), jurist.

## G
- Ciprian Gălățanu (n. 1989), scrimer;
- Elena Gaja (n. 1946), mezzosoprană;
- Gustav Gräser (1879-1958), scriitor sas anarhist;
- Julius Gross (1855-1931), istoric, bibliotecar, profesor;
- Daniel Grigore (n. 1969), scrimer;
- Eduard Gusbeth (1839-1921), medic, memorialist;
- Wolfgang Güttler (1945-2022), contrabasist.

## H

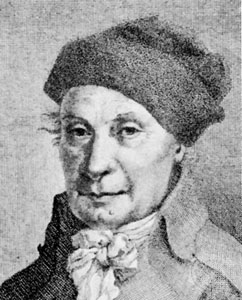
Johann Hedwig

- Egon Hajek (1888-1963), scriitor, istoric literar și muzicolog;
- Arnold Hauser (1929-1988), scriitor;
- Johann Hedwig (1730-1799), botanist;
- Klaus Hensel (n. 1954), scriitor de limba germană;
- Alexandru Ion Herlea (n. 1942), inginer, om politic;
- Hans Hermann (1885-1980), pictor expresionist;
- Johann Martin Honigberger (1795-1869), medic și farmacist;
- Johannes Honterus (1498-1549), învățat umanist sas, reformator religios al sașilor din Transilvania;
- Arnold Huttmann (1912-1997), medic cardiolog.

## I

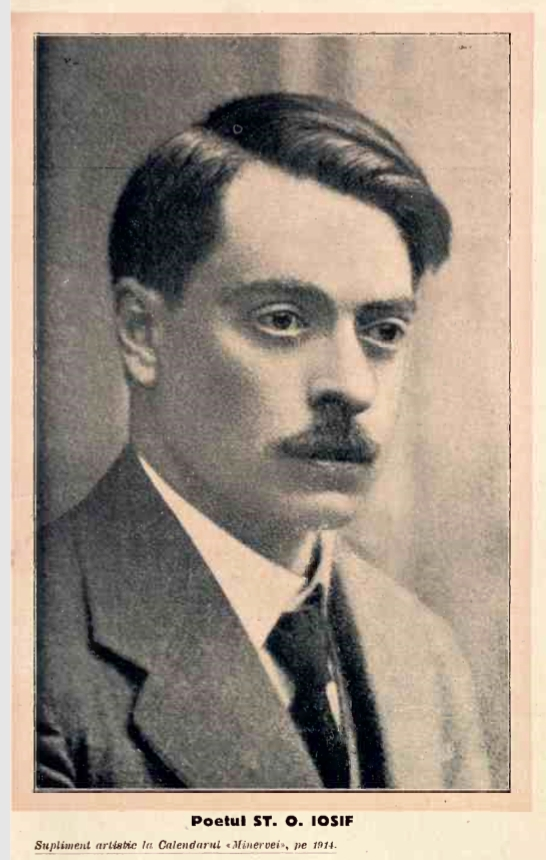
Ștefan Octavian Iosif

- Ion Ianoși (1928-2016), scriitor, filozof;
- Marius Ianuș (n. 1975), poet, jurnalist;
- Constantin Ionescu (1958-2024), șahist;
- Ștefan Octavian Iosif (1875-1913), poet, traducător;
- Daniel Isăilă (n. 1972), antrenor de fotbal.

## J
- Richard Jakobi (1901-1972), scriitor de limbă germană.

## K

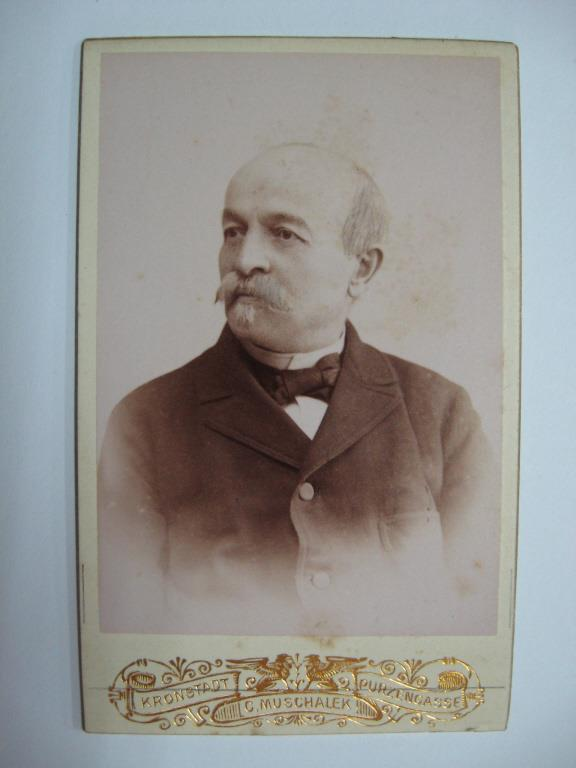
Christian Kertsch

- Gabriel Kajcsa (n. 1974), fotbalist;
- Christian Kertsch (1839-1909), arhitect și inginer;
- Fritz Kimm (1890-1979), grafician, pictor german;
- Dieter Knall (1930-2019), episcop al Bisericii Luterane din Austria;
- József Koszta (1861-1949), pictor maghiar;
- Dalma Kovács (n. 1985), cântăreață și actriță;
- Ernst Kühlbrandt (1857-1933), scriitor de limba germană;
- Ernst Kühlbrandt (pictor) (1891-1975), pictor sas, fiul scriitorului Ernst Kühlbrandt.

## L

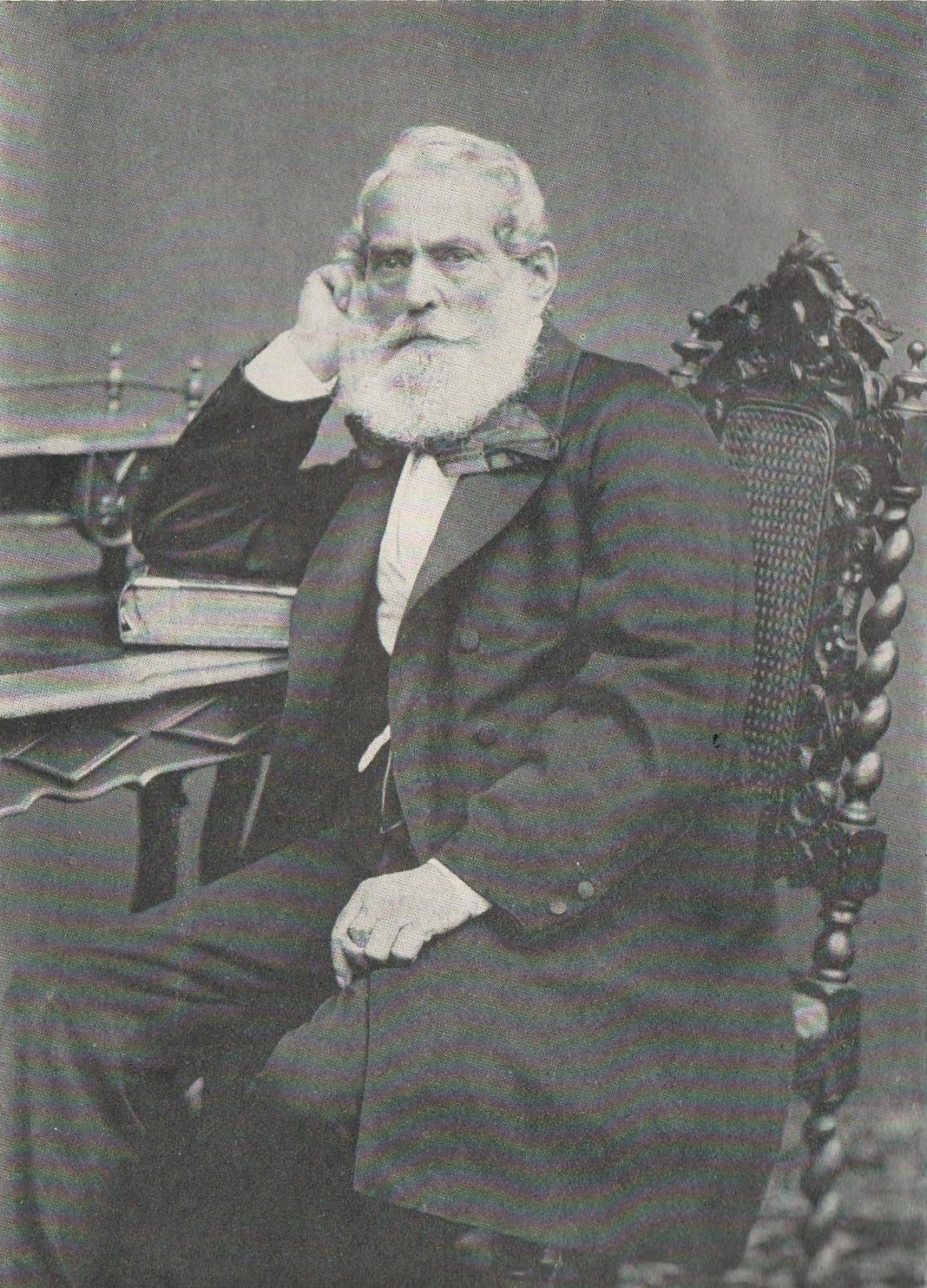
Constantin Lecca

- Peter Lange von Burgenkron (1797-1875), întemeietorul și directorul primei case de economii din Transilvania;
- Rudolf Lassel (1861-1918), compozitor, dirijor, organist și profesor;
- Anemone Latzina (1942-1993), poetă de limba germană;
- Marius Lăcătuș (n. 1964), fotbalist, antrenor;
- Constantin Lecca (1807-1887), profesor, pictor, tipograf, editor, scriitor și traducător;
- Mădălin Lemnaru (n. 1989), jucător de rugby;
- Eva Lendvay (1935-2016), traducătoare maghiară;
- Șerban Lupu (1952-2023), violonist și profesor universitar.

## M

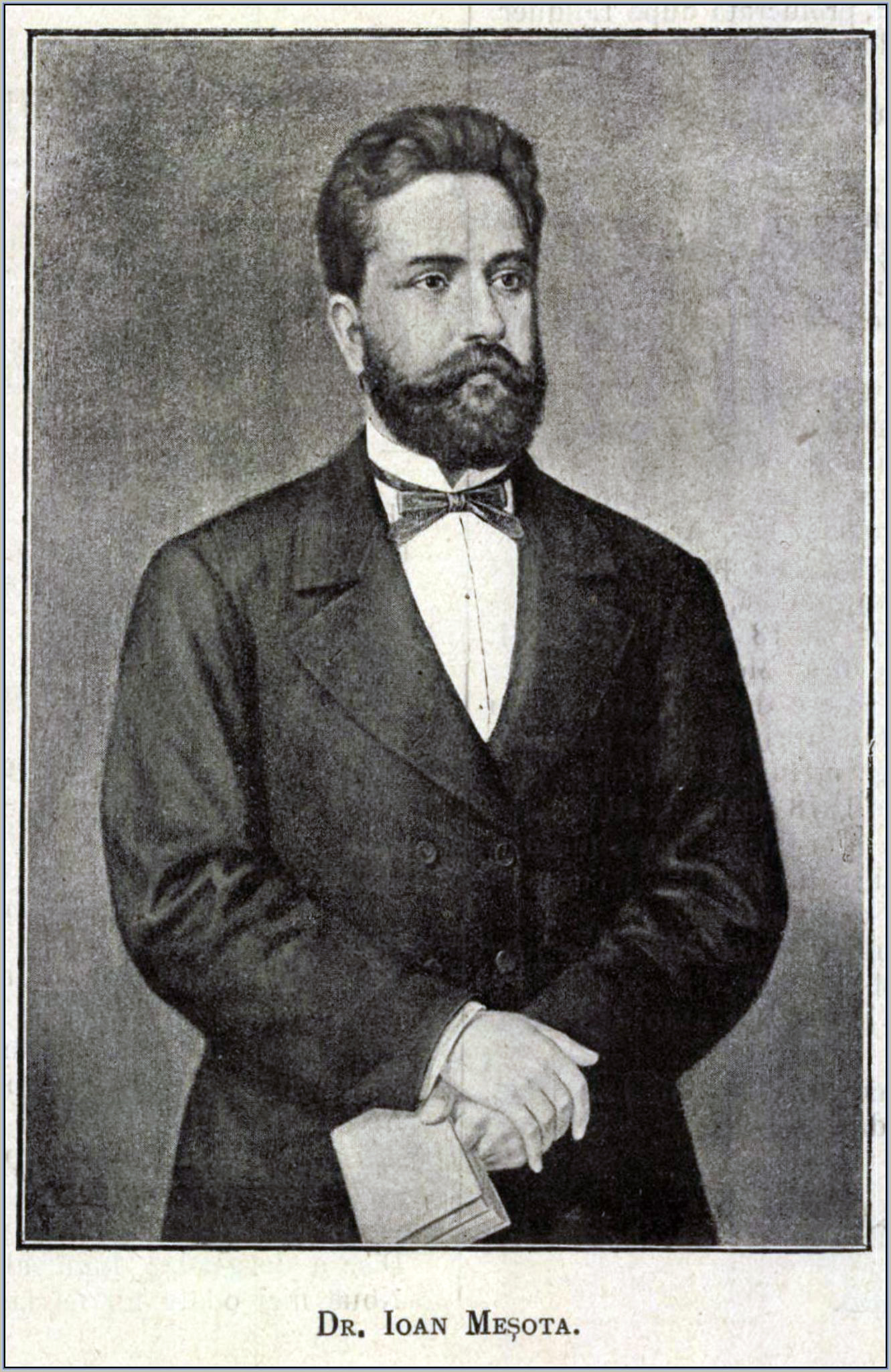
Ioan Meșotă

- Peter Maffay (n. 1949), cântăreț, compozitor, emigrat în Germania;
- Alexandru Marc (n. 1983), fotbalist;
- Alexandru Mateiu (n. 1989), fotbalist;
- Hans Mattis-Teutsch (1884-1960), pictor;
- Ovidiu Mendizov (n. 1986), fotbalist;
- Adolf Meschendörfer (1877-1963), scriitor;
- Harald Meschendörfer (1909-1984), pictor și grafician;
- Ioan Meșotă (1837-1878), profesor membru corespondent al Academiei Române;
- Marius Mirică (n. 1985), compozitor și producător muzical de muzică dance;
- Andrei Mlendea (n. 1984), jucător de tenis;
- Ana Maria Moldovan (n. 1977), actriță de teatru, film și televiziune;
- Adrian Munteanu (n. 1948), scriitor, actor de teatru, regizor și scenarist;
- Elena Mureșianu (1862-1924), pictoriță și administrator de ziar;
- Aurel A. Mureșianu (1889-1950), istoric și publicist;
- Aurel Mureșianu (1847-1909), primul ziarist profesionist din Transilvania, redactor-șef al Gazetei de Transilvania.

## N
- Ioan Neculaie[2], om de afaceri;
- Cristian Radu Nema (n. 1987), fotograf, producător de film;
- Florin Negruțiu (n. 1977), jurnalist;
- Cristian Radu Nema (n. 1987), cineast, producător de film și fotograf;
- Gernot Nussbächer (1939-2018), istoric, arhivar, scriitor de limba germană.

## O
- Viorel Oancea (n. 1944), general, fost primar al Timișoarei.

## P

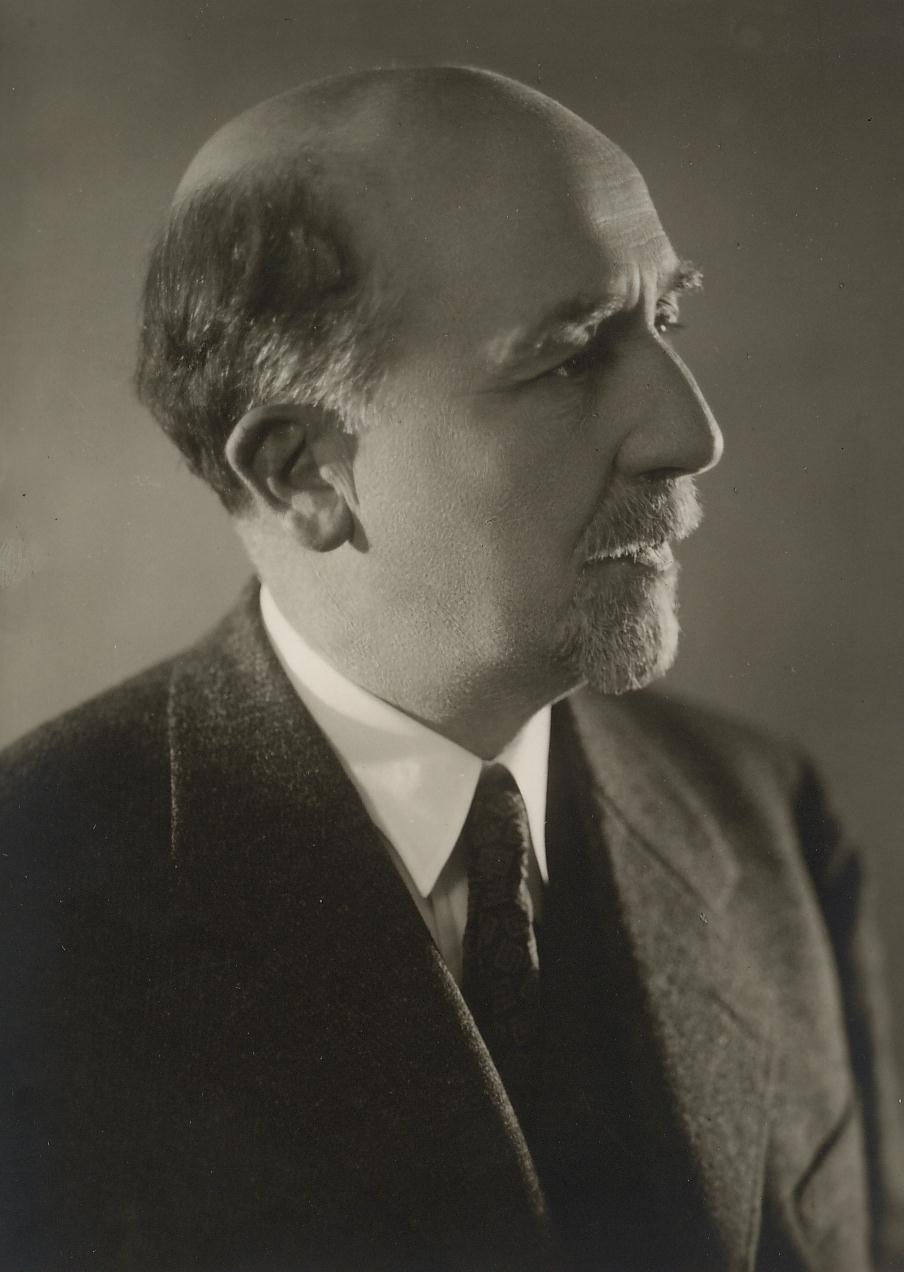
Sextil Pușcariu

- Andrei Partoș (n. 1949), jurnalist și comentator muzical;
- Daniel Paraschiv (n. 1999), fotbalist;
- Bianca Pascu (n. 1988), scrimeră;
- Ioana Pârvulescu (n. 1960), scriitoare;
- Horia Petra-Petrescu (1884-1962), jurnalist, poet, prozator, dramaturg și traducător;
- Paul Philippi (1923-2018), teolog, profesor universitar și politician, președintele FDGR;
- Elena Popea (1879 - 1941), pictoriță;
- Mișu Popp (1827-1892), pictor;
- Uta Poreceanu-Schlandt (1936-2018), atletă;
- Andreea Pricopi (n. 1994), handbalistă;
- Radu Prișcu (1921-1987), profesor universitar, inginer hidrotehnist;
- Dumitru Prunariu (n. 1952), cosmonaut;
- Sextil Pușcariu (1877-1948), filolog, lingvist, istoric literar, pedagog, publicist, membru titular al Academiei Române.

## R
- Mihaela Rădescu (n. 1962), actriță;
- Fritz Heinz Reimesch (1892-1958), scriitor german, publicist;
- Georg Reypchius (1528-1598), preot, scriitor;
- Paul Richter (1875-1950), compozitor, dirijor;
- Julius Römer (1848-1926), botanist;
- Petronela Rotar (n. 1977), poetă, eseistă, prozatoare și jurnalistă;
- Remus Rus (n. 1942), teolog, istoric al religiilor, profesor universitar;
- Oliviu Rusu (1919-2003), inginer constructor, profesor universitar.

## S

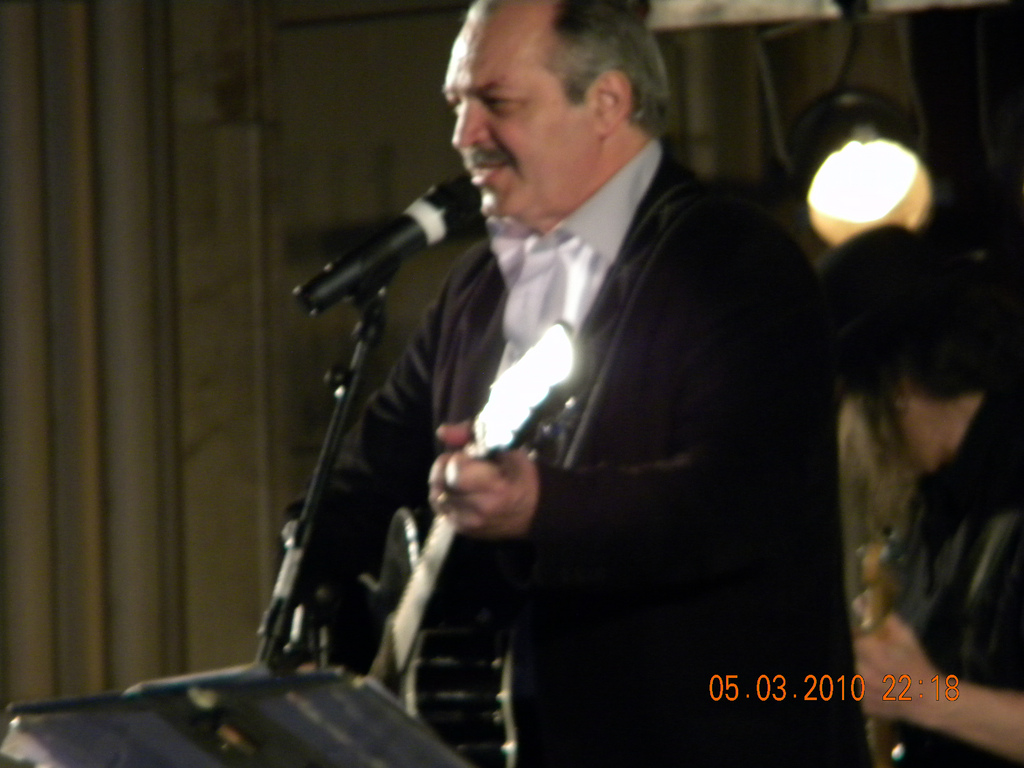
Victor Socaciu

- Vasile Saftu (1863-1922), teolog, profesor, protopop al Brașovului, deputat în Marea Adunare Națională de la Alba Iulia;
- Christian W. Schenk (n. 1951), medic, scriitor, traducător, editor, promovator a literaturii române peste hotare, membru al Uniunii Scriitorilor din România și Germania;
- Georg Scherg (1914-2002), scriitor, condamnat politic în procesul scriitorilor germani;
- Hans Eckart Schlandt (n. 1940), organist și profesor;
- Karl Ernst Schnell (1866-1939), primar al Brașovului;
- Albert Schuller (1877-1948), arhitect și inginer;
- Bettina Schuller (1929-2019), scriitoare de limba germană;
- Günther Schuller (1904-1995), arhitect și restaurator, laureat al Premiului Herder;
- Mihaela Seifer (n. 1978), handbalistă;
- Harald Siegmund (1930-2012), pastor evanghelic și scriitor de limba germană;
- Victor Socaciu (1953-2021), cantautor de muzică folk, parlamentar;
- Octavian Soviany (n. 1954), scriitor, membru al Uniunii Scriitorilor din România;
- Rudi Stănescu (n. 1979), handbalist;
- Dumitru Stângaciu (n. 1964), fotbalist;
- Florin Stângă (n. 1978), fotbalist;
- Alexandru Surdu (1938-2020), academician;
- Reka Szabo (n. 1967), scrimeră;
- Vilmoș Szabo (n. 1964), scrimer.

## Ș
- Denisa Șandru (n. 1994), handbalistă;

## T
- Gabriel Tamaș (n. 1983), fotbalist;
- Horia Tecău (n. 1985), jucător de tenis de câmp, locul întâi în clasamentul ATP;
- Nicolae Teclu (1839-1916), chimist, membru titular al Academiei Române;
- Gábor Téglás (1848-1916), arheolog și pedagog, membru corespondent al Academiei Maghiare;
- Christian Tell (1808-1884), politician, general;
- Radu Tempea (1768-1824), preot ortodox, protopop, profesor și lingvist;
- Julius Teutsch (1867-1936), istoric și etnolog;
- Traugott Teutsch (1829-1913), scriitoare de limbă germană;
- Vladimir Tismăneanu (n. 1951), politolog;
- Dinu Todoran (n. 1978), fotbalist.

## Ț

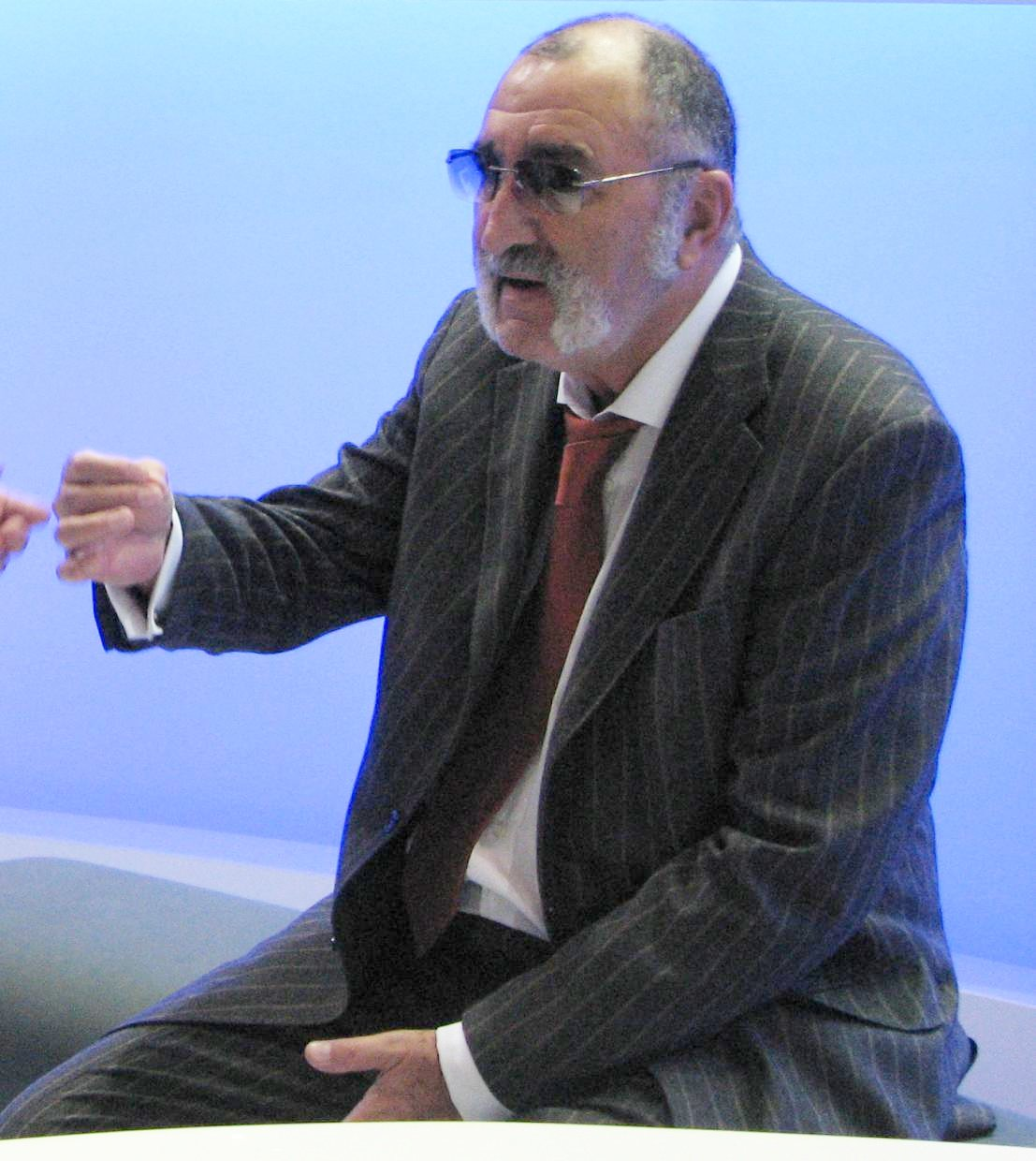
Ion Țiriac

- Ion Țiriac (n. 1939), jucător de tenis, om de afaceri.

## U
- Paula Ungureanu (n. 1980), handbalistă;
- Mihaela Ursuleasa (1978-2012), pianistă.

## V
- Simona Vintilă (n. 1981), handbalistă.

## W
- Mora Windt-Martini (1937-2014), handbalistă;
- Emil Witting (1880-1952), silvicultor, scriitor de limbă germană;
- Eberhard Wolfgang Wittstock (n. 1948), politician.

## Z
- Constantin Zamfir (1908-1987), profesor, muzicolog, folclorist;
- Nicolae Victor Zamfir (n. 1952), fizician, membru titular și vicepreședinte al Academiei Române;
- Willi Zeidner (1927-2019), scriitor de limbă germană;
- Heinrich Zillich (1898-1988), scriitor de limbă germană;
- László Zsidó (n. 1946), matematician, profesor universitar.

## Alte persoane legate de municipiul Brașov
- Ioan Barac (1776-1848), traducător, scriitor și poet iluminist, exponent al Școlii Ardelene;
- Johann Benkner (?-1565), jude al Brașovului, adresant al celebrei Scrisori a lui Neacșu din Câmpulung;
- George Barițiu (1812-1893), publicist, istoric, membru fondator și ulterior președinte al Academiei Române;
- Iosif Blaga (1864-1937), profesor, apoi director al Școalelor centrale române greco-ortodoxe din Brașov, publicist, teolog;
- Ion Colan (1902-1969), istoric, publicist și muzeograf, fondatorul muzeului „Prima școală româneascăˮ;
- Johann Gött (1810-1888), tipograf, editor de ziare, președinte al Camerei de Comerț și Industrie, primar al Brașovului;
- Valeriu Maximilian (1895-1945), pictor, grafician, profesor la Școalele Centrale Române greco-ortodoxe din Brașov;
- Gavriil Munteanu, (1812-1869), cărturar, traducător, profesor, director al Școalelor centrale greco-ortodoxe române din Brașov, membru fondator ai Academiei Române
- Andrei Mureșanu (1816-1863), profesor, publicist, traducător, poet, autorul poeziei „Un Răsunet” (Deșteaptă-te, române);
- Iacob Mureșianu (1812-1887), publicist, poet, om politic, redactor-șef al Gazetei de Transilvania, membru de onoare al Academiei Române;
- Virgil Onițiu (1864-1915), scriitor, publicist, profesor și director al Școalelor centrale greco-ortodoxe române din Brașov, membru corespondent al Academiei Române;
- George Scripcaru (n. 1966), politician, primar al municipiului Brașov.